# Herb gminy Zakrzewo (powiat aleksandrowski)
Herb gminy Zakrzewo – jeden z symboli gminy Zakrzewo.

## Wygląd i symbolika
Herb przedstawia na tarczy trójdzielnej w polu lewym górnym w polu srebrnym czerwoną głowę żubra, przeszytą złotym mieczem z prawa w skos, w polu prawym górnym czerwonym srebrną strzałę na połowie pierścienia (herb Ogończyk), natomiast w polu dolnym na błękitnym polu czerwone wzgórze zwieńczone krzyżem i trzy gwiazdy: dwie czerwone i jedną srebrną na wzgórzu. 